# Церква в ім'я Святого Архангела Михаїла (Таганрог)
Церква в ім'я Святого Архангела Михаїла (рос. Церковь во имя Святого Архангела Михаила) — православний храм в Таганрозі (Росія). Богослужіння розпочалися в 1878 році. Закрита в 1923 році.

## Історія
На місці Троїцької церкви в Таганрозі більше 100 років знаходився храм з престолом в ім'я покровителя воїнів Архангела Михаїла. Коли старий храм прийшов в непридатність, за пропозицією церковного старости Афанасія Андрійовича Бєлова нову церкву Святого Архангела Михаїла було вирішено збудувати на Ярмарковій площі біля залізничної станції, так як в цьому районі не було жодного храму.
26 травня 1865 року Міська Дума постановила виділити безоплатно ділянку землі для побудови церкви, будинку для священнослужителів і школи. До будівництва приступили в квітні 1868 року, а закінчили в кінці 1877 року. Будівництво велося на кошти меценатів, серед основних був все Афанасій Андрійович Бєлов — багатий купець, власник цегельного заводу.
Храм був спроектований в давньоруському стилі. Він являв собою кам'яну споруду довжиною 50 метрів, в плані нагадує хрест. Дах був хроблений із заліза. У центрі містився великий купол, його оточували чотири маленькі. Ліворуч стояла триярусна дзвіниця. Дзвіниця мала шість дзвонів (найбільший вагою близько 6,5 тонн, решта в середньому по 300 кілограм). Приміщення церкви мало 12 великих вікон.
Церква мала багате оздоблення та ікони. На одній з чотирьох колон, що підтримують головний купол, перебувала особливо шанована, прикрашена дорогоцінними каменями, ікона Божої Матері.
Богослужіння в новому храмі почалися в лютому 1878 року. Прихід церкви був найчисленнішим у Таганрозі.
У 1922 році з церкви вилучили церковне начиння зі срібла.
6 квітня 1923 року вийшла постанова повітового виконкому закрити церкву Архангела Михаїла. 19 червня 1925 року було прийнято рішення «Про пристосування будівлі колишньої Михайлівської церкви під клуб „Радіо“ та інші культурні установи зі збереженням куполів та дзвіниці». 26 квітня 1928 року «Про передачу приміщень колишньої Михайлівської церкви залізничному клубу». 22 грудня 1933 року — «Про закріплення приміщень колишньої Михайлівської церкви за спорттовариством „Динамо“».
Закінчилося все тим, що будівлю швидко розібрали. Цегла пішла на будівництво робітничого клубу металістів, а щебінь — на засип болотистого ґрунту в районі колишньої Лісової біржі. На фундаменті з використанням решти дзвіниці в 1932 році був побудований Таганрозький молочний завод.